# Angelico Prati
Angelico Prati (* 3. Mai 1883 in Villa Agnedo; † 31. Januar 1960 im Zug auf dem Weg von Velletri nach Villa Agnedo) war ein italienischer Romanist, Italianist und Dialektologe.

## Leben und Werk
Prati war der Sohn des Malers Eugenio Prati (1842–1907). Er ging in Trient zur Schule und studierte an der Universität Fribourg bei Giulio Bertoni (sowie kurzzeitig bei Karl von Ettmayer). Er war zeitweilig Gymnasiallehrer in Orvieto und Modena, wurde 1924  Privatdozent und lehrte von 1950 bis 1953 an der Universität Pisa, war aber vor allem Privatgelehrter.
Prati widmete sein Leben dem sprachwissenschaftlichen Studium der Valsugana, des Trentino,  Venetiens, sowie der Etymologie des italienischen Wortschatzes, namentlich in seiner sprechsprachlichen Ausprägung.
Prati starb im Zug auf dem Weg von Velletri zu seinem Heimatort Agnedo.

## Werke
- Ricerche di  toponomastica trentina, Rovereto 1910, Sala Bolognese 1977
- L'italiano e il parlare della Valsugana, Rom 1916, 1917, Bologna 1976
- I Valsuganotti. La gente d'una regione naturale, Turin 1923, Borgo Valsugana 1974, 1981
- Dal dialetto alla lingua. Libro d'esercizii per la traduzione dal dialetto a uso delle scuole elementari trentine, Mailand 1924
- Folclore trentino, Mailand 1925, Bologna 1976, 2005
- I Vocabolari delle parlate italiane, Rom 1931, Bologna 1965, 1987 (Bibliographie)
- (mit Enrico Falqui) Dizionario di marina medievale e moderno, hrsg. von Giulio Bertoni, Rom 1937
- Voci di gerganti, vagabondi e malviventi studiate nell' origine e nella storia, Pisa 1940; 2. Auflage, hrsg. von  Tristano Bolelli, Pisa 1978 (mit biographischer Notiz)
- Storia della Lingua italiana, Pisa 1951
- Vocabolario etimologico italiano, Mailand 1951, 1970, Rom 1969
- Prontuario di parole moderne, Rom 1952
- Dialettismi nell'italiano, Pisa 1954
- Dizionario valsuganotto, Venedig/Rom 1960, Florenz 1977
- Storie di parole italiane, Mailand 1960, 1974, Turin 1965
- Etimologie venete, hrsg. von  Gianfranco Folena und  Giambattista Pellegrini, Venedig/Rom 1968